# John Wesley Ross

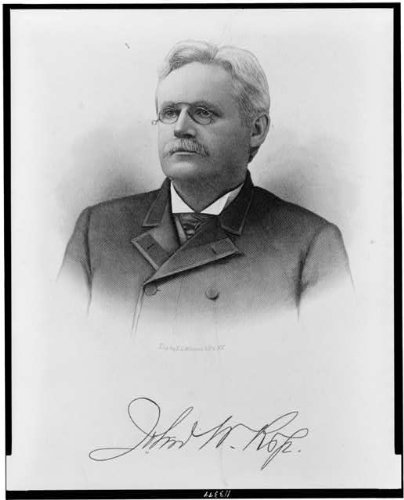
John Wesley Ross

John Wesley Ross (* 23. Juni 1841 in Lewistown, Illinois; † 29. Juli 1902 in Washington, D.C.) war ein US-amerikanischer Politiker. Zwischen 1893 und 1898 war er als Präsident des Board of Commissioners Bürgermeister der Bundeshauptstadt Washington.

## Werdegang
John Ross war der älteste Sohn des Kongressabgeordneten Lewis W. Ross (1812–1895). Er besuchte private Schulen und das Lewistown Seminary. Nach einem anschließenden Jurastudium an der Harvard University und seiner 1865 erfolgten Zulassung als Rechtsanwalt begann er in Lewistown in diesem Beruf zu arbeiten. Gleichzeitig schlug er als Mitglied der Demokratischen Partei eine politische Laufbahn ein. Zwischen 1869 und 1872 saß er im Repräsentantenhaus von Illinois. Anschließend verlegte er seinen Wohnsitz und seine Anwaltskanzlei nach Washington D.C. Seit 1883 hielt er auch juristische Vorlesungen an der dortigen Georgetown University. Zwischen 1888 und 1890 war er Posthalter in Washington. Außerdem gehörte er von 1888 bis 1892 dem dortigen Schulausschuss an (Public Schools Board of Trustees).
Im Jahr 1890 wurde Ross Mitglied des aus drei Personen bestehenden Gremiums Board of Commissioners, das die Stadt Washington regierte. Dieser Institution gehörte er bis zu seinem Tod am 29. Juli 1902 an. Zwischen 1893 und 1898 war er Vorsitzender dieser Gruppe. In dieser Eigenschaft übte er faktisch das Amt des Bürgermeisters aus, auch wenn dieser Titel zwischen 1871 und 1975 offiziell nicht benutzt wurde. Das Amt des Kommissionspräsidenten bekleidete er zwischen 1893 und 1898. Er starb an den Folgen eines Herzanfalls und wurde in seiner Geburtsstadt Lewistown beigesetzt.